# (36284) 2000 DM8
2000 DM8 (asteroide 36284) é um APL. Possui uma excentricidade de 0.55417693 e uma inclinação de 46.75031º.
Este asteroide foi descoberto no dia 27 de fevereiro de 2000 por LINEAR em Socorro.